# Марко Јевтовић (стонотенисер)
Марко Јевтовић (5. јануар 1987. у Београду) је српски стонотенисер. Висок је 1,74m.. У јуну 2015. године је био позициониран на 132. месту листе најбољих тенисера света, док му је најбољи пласман икада 104. место на листи.
Учествовао је на Европском првенству у стоном тенису 2009. године у Штутгарту где је у конкуренцији парова заједно са Жолтом Петеом стигао до четвртфинала у коме је поражен од пољског пара Луцјан Блашчик (пољ. Lucjan Błaszczyk)/Ванг Зенги (пољ. Wang Zengy) резултатом 2:4 (11:5, 11:9, 9:11, 4:11, 8:11, 7:11).
На Универзијади 2009. године је заједно са Жолтом Петеом освојио бронзану медаљу у мушком дублу, изгубивши у полуфиналу од Кинеза Квинглеј Квија и Јанг Лија резултатом 2:4 (12:10, 11:9, 8:11, 1:11, 7:11, 7:11).
На Европском првенству у стоном тенису 2010. године у Острави је поново наступао у дублу. У утакмици за пласман у четвртфинале српски пар је изгубио од немачког пара Тимо Бол/Кристијан Зис
Марко Јевтовић је 2012. године у Луксембургу учествовао на квалификационом турниру за Олимпијске игре. На турниру је победио Словенца Ласана са 4:3 (7:11, 4:11, 6:11, 11:7, 11:8, 11:4, 12:10) и Ванга, Турчина кинеског порекла, такође са 4:3 (7:11, 4:11, 6:11, 11:7, 11:8, 11:4, 12:10). На крају је победио и Мађара Патантуша са 4:1 (11:7, 11:2, 11:5, 9:11, 11:9). У време турнира Јевровић је био 152 играч на светској ранг-листи.
Као учесник Летњих олимпијских игара 2012. године које су одржане у Лондону, заједно са Александром Каракашевићем је био представник Србије у мушком синглу. Међутим испао је већ у првом колу квалификација изгубивши од Белгијанца Жана Мишела Сева.
Марко Јевтовић учествује на Европском првенству у стоном тенису 2013. године у Аустрији где је у дублу са Петеом поражен у четвртфиналном мечу од пољско-хрватског пара натурализованих Кинеза Ванг Зенга и Тан Ривуа резултатом 4:1 (5:11, 11:6, 11:2, 11:6, 11:5)
На Светском првенству у стоном тенису 2015. године Јевтовић је у дублу са Петеом стигао до 1/16-финала у коме је изгубио од кинеског пара Фан Жендонг/Жоу Ју који је на крају турнира освојио сребрну медаљу. На светском првенству наступао је и у појединачној конкуренцији, али је изгубио у првом колу
На светским првенствима 2007, 2011 и 2013 у дублу је стизао до 1/16-финала